# Урнов, Дмитрий Михайлович
Дми́трий Миха́йлович Урнов (1 января 1936, Москва — 20 апреля 2022) — советский и американский литературовед, специалист по британской и американской литературе, шекспировед. Также писал о конном спорте и лошадях. Член Союза писателей СССР (1972). Двоюродный брат Андрея и Марка Урновых.

## Биография
Родился в Москве 1 января 1936 года в семье литературоведа Михаила Васильевича Урнова, сына российского и советского педагога и политического деятеля Василия Ефимовича Урнова.
В 1958 году окончил МГУ. Работал в ИМЛИ в секторе теории литературы, был заведующим отделом ИМЛИ.
Первые печатные труды Д. М. Урнова появились в 1958 году. В начале 1960-х годов он обратился к проблемам шекспироведения. В 1966 году защитил кандидатскую диссертацию «Пушкин и Шекспир», в 1983 году — докторскую диссертацию «Литературное произведение в оценке англо-американской „новой критики“» (М., 1981. — 446 с.). Профессор с 1983 года.
В 1988—1992 годах — главный редактор журнала «Вопросы литературы». Преподавал в ряде вузов Москвы, в 1990—1991 годах заведовал кафедрой мировой культуры МГИМО.
С 1991 года проживал в США.
Скончался 20 апреля 2022 года в одной из больниц Калифорнии.